# Hyperbaniana costinotata
Hyperbaniana costinotata là một loài bướm đêm trong họ Noctuidae.